# Windsor (contea di Mercer, Illinois)
Windsor è un villaggio degli Stati Uniti d'America, situato nello Stato dell'Illinois, nella contea di Mercer.